# Mecze reprezentacji Polski w koszykówce mężczyzn prowadzonej przez Mulego Katzurina
Zestawienie oficjalnych międzynarodowych meczów reprezentacji Polski w koszykówce mężczyzn prowadzonej przez Mulego Katzurina:

## Oficjalne mecze międzypaństwowe
| Nr | Przeciwnik         | Miejsce      | Data             | Impreza                              | Wynik (Polska-przeciwnik) | Raport |
| -- | ------------------ | ------------ | ---------------- | ------------------------------------ | ------------------------- | ------ |
| 1  | Niemcy             | Berlin       | 28 czerwca 2008  | mecz towarzyski                      | 62:76                     |        |
| 2  | Niemcy             | Berlin       | 30 czerwca 2008  | mecz towarzyski                      | 70:92                     |        |
| 3  | Argentyna          | Rosario      | 9 lipca 2008     | mecz towarzyski                      | 86:88                     |        |
| 4  | Urugwaj            | Buenos Aires | 12 lipca 2008    | turniej towarzyski                   | 59:73                     |        |
| 5  | Meksyk             | Buenos Aires | 13 lipca 2008    | turniej towarzyski                   | 79:62                     |        |
| 6  | Bułgaria           | Warszawa     | 25 lipca 2008    | mecz towarzyski                      | 66:75                     |        |
| 7  | Bułgaria           | Warszawa     | 27 lipca 2008    | mecz towarzyski                      | 92:61                     |        |
| 8  | Włochy             | Bormio       | 29 lipca 2008    | mecz towarzyski                      | 75:74                     |        |
| 9  | Włochy             | Bormio       | 31 lipca 2008    | turniej towarzyski                   | 75:90                     |        |
| 10 | Francja            | Bormio       | 1 sierpnia 2008  | turniej towarzyski                   | 82:76                     |        |
| 11 | Izrael             | Bormio       | 2 sierpnia 2008  | turniej towarzyski                   | 76:86                     |        |
| 12 | Chorwacja          | Łódź         | 11 sierpnia 2009 | mecz towarzyski                      | 78:82                     |        |
| 13 | Chorwacja          | Łódź         | 12 sierpnia 2009 | mecz towarzyski                      | 71:67                     |        |
| 14 | Wielka Brytania    | Londyn       | 14 sierpnia 2009 | turniej towarzyski                   | 70:56                     |        |
| 15 | Izrael             | Londyn       | 15 sierpnia 2009 | turniej towarzyski                   | 72:86                     |        |
| 16 | Turcja             | Londyn       | 16 sierpnia 2009 | turniej towarzyski                   | 58:66                     |        |
| 17 | Chorwacja          | Bamberg      | 21 sierpnia 2009 | mecz towarzyski                      | 74:81                     |        |
| 18 | Macedonia Północna | Bamberg      | 22 sierpnia 2009 | mecz towarzyski                      | 88:95                     |        |
| 19 | Izrael             | Saragossa    | 25 sierpnia 2009 | turniej towarzyski                   | 82:67                     |        |
| 20 | Hiszpania          | Saragossa    | 27 sierpnia 2009 | turniej towarzyski                   | 83:88                     |        |
| 21 | Bułgaria           | Wrocław      | 7 września 2009  | Mistrzostwa Europy w koszykówce 2009 | 90:78                     |        |
| 22 | Litwa              | Wrocław      | 8 września 2009  | Mistrzostwa Europy w koszykówce 2009 | 86:75                     |        |
| 23 | Turcja             | Wrocław      | 9 września 2009  | Mistrzostwa Europy w koszykówce 2009 | 69:87                     |        |
| 24 | Serbia             | Łódź         | 12 września 2009 | Mistrzostwa Europy w koszykówce 2009 | 72:77                     |        |
| 25 | Słowenia           | Łódź         | 14 września 2009 | Mistrzostwa Europy w koszykówce 2009 | 60:76                     |        |
| 26 | Hiszpania          | Łódź         | 16 września 2009 | Mistrzostwa Europy w koszykówce 2009 | 68:90                     |        |

## Bilans meczów
|                 | zwycięstwa | porażki |
| ogółem          | 9          | 17      |
| dom             | 4          | 6       |
| wyjazd          | 2          | 5       |
| neutralny teren | 3          | 6       |

|                 | zdobyte | stracone |
| ogółem          | 1943    | 2024     |
| dom             | 752     | 768      |
| wyjazd          | 521     | 564      |
| neutralny teren | 670     | 692      |